# Babordsranten
Babordsranten är en bergstopp i Antarktis. Den ligger i Östantarktis. Norge gör anspråk på området. Toppen på Babordsranten är 1 620 meter över havet, eller 207 meter över den omgivande terrängen. Bredden vid basen är 3,1 km.
Terrängen runt Babordsranten är kuperad åt nordost, men åt sydväst är den platt. Trakten är obefolkad. Det finns inga samhällen i närheten. 